# المدرسة المغربية لعلوم الهندسة
المدرسة المغربية لعلوم الهندسة (بالفرنسية: École Marocaine des Sciences de l'Ingénieur أو EMSI)‏ هي مؤسسة مغربية خاصة للتعليم العالي أنشئت في 1986م من قبل مجموعة من أساتذة الجامعات، لتلبية احتياجات القطاعات المهنية ضمن رفيع المستوى. ولقد نجحت المؤسسة في إخراج مهندسين مميزين في مجالات متعددة كهندسة الكمبيوتر وصناعة تكنولوجيا المعلومات.
وأخدت المدرسة حقوقها القانونية في عام 1986 من قبل وزارة التعليم العالي. EMSI لديها أكثر من 2400 مهندس متخرج منها المشاركين في جميع القطاعات، سواء في المغرب أو في خارج المغرب.

## مهمة المدرسة
مهمة المدرسة هي جعل مهندسيها على معرفة والدراية والخبرة التي تمكنهم من دخول سوق العمل بسرعة. مع خبرة معترف بها ومعتمدة من قبل الصناعة في الدراسة النهائية، فإنهاتاهل خريجيها للاندمج بسهولة في عالم العمالة، ومتميزة معها من خلال قدرتها على جعل طلابها قادرا على الإنتاج المفيد .
وتاهله ان يكون مندمجا في التنمية الصناعية، والذي يرتبط ارتباطا وثيقا بتطور التكنولوجياو ذلك بفضل المناهج الدراسي لEMSI، حتى أن التدريب سيكون في وئام تام مع نقل هذه التكنولوجيا.
وبرر اختيار القطاعات من خلال حقيقة النقص الاطر في المجالات المعلوماتية والاتصالات التلقائية والإلكترونية تمثل الخلفية المشتركة لعدد من الوظائف الهامة اللازمة على نحو متزايد، وطالب من قبل القطاع المهني.

## روابط خارجية
- موقع للمدرسة